# 羅伯特·當布斯
罗伯特·迈克尔·多恩博斯（荷蘭語：Robert Michael Doornbos，1981年9月23日—）是一位荷兰赛车手，参加过包括F1在内的多种赛事。

他起初参加网球运动，但1998年受威廉姆斯车队邀请观看了1998年比利时大奖赛之后，对赛车运动产生了兴趣。此后参加F3和F3000等赛事。

## F1及以后
2005年德国大奖赛起为F1米纳尔迪车队出战，2006又为红牛车队参加了该年度最后3站比赛，在2006年中国大奖赛的排位赛中甚至进入了前十名。但始终没有获得积分。

2007年获得冠军方程式总分第3。